# Le Dilemme de Khéna
Le Dilemme de Khéna est le neuvième album de la série Le Scrameustache de Gos.
L'histoire est publiée pour la première fois du no 2184 au no 2203 du journal Spirou, puis en album en 1980.

## Personnages
- Khéna
- Le Scrameustache
- Oncle Georges
- Deux Galaxiens
- Un Ramoucha
- La famille de Khéna: Torcal, son épouse, Thibaut et Bérengère

## Résumé
Par des rêves étranges de Khéna, le Scrameustache réussit à localiser les parents de Khéna au XVIe siècle. Une expédition de sauvetage est organisée.

## Remarque
Dans cet album, le vrai nom de Khéna, « Gari », est dévoilé (dans Le Continent des deux lunes, son nom était écrit en langue extraterrestre). Ses parents choisissent de le laisser conserver son nom d'adoption.
À l'opposé, le nom de la mère de Khéna ne sera jamais mentionné tout au long de la série.